# Botic van de Zandschulp
Botic van de Zandschulp (Wageningen, 4 de octubre de 1995) es un jugador neerlandés de tenis profesional. También es el actual número 2 neerlandés en el ranking de singles ATP.

## Carrera
Es tenista profesional desde el año 2013. 
Se ha coronado campeón en varios torneos de la categoría Futures (tenis) de la Federación Internacional de Tenis (ITF, por su sigla en inglés International Tennis Federation) y del Circuito ATP Challenger Tour.
Hasta el momento, su mejor resultado ha sido alcanzar los cuartos de final en el Abierto de Estados Unidos.

### 2021: Su mejor temporada profesional y cuartos de final en el Abierto de Estados Unidos
En el mes de enero, Botic se clasificó por primera vez en al cuadro principal de individuales de un torneo de Grand Slam en el Abierto de Australia 2021. En primera ronda cayó ante la joven promesa española de 18 años, Carlos Alcaraz, en sets corridos por 6-1, 6-4, 6-4.
Luego de disputar y ganar la clasificación del Abierto de Australia, de forma previa a participar en el primer torneo de Grand Slam del año, disputó el Torneo de Adelaida 2021 donde alcanzó los cuartos de final, siendo derrotado por el 2° preclasificado, el ruso Karen Khachanov en tres sets con un marcador de 6-7, 7-5, 6-3. Luego de sus participaciones en tierra australiana, en el Torneo de Montpellier 2021 no lograría superar la instancia de clasificación.
En el mes de marzo, en el Torneo de Róterdam 2021 cayó en primera ronda antes el croata Borna Ćorić por 6-4, 7-6. En el Abierto Mexicano de Tenis, el Torneo Conde de Godó y el Abierto de Estoril no logró superar la etapa de clasificación.
En el mes de mayo, se clasificó para el segundo torneo de Grand Slam de 2021 en su carrera, el Torneo de Roland Garros 2021, alcanzando la segunda ronda y su primera victoria en un Grand Slam sobre el preclasificado No. 19, el polaco Hubert Hurkacz, luego de levantar dos sets en contra por 6-7, 6-7, 6-2, 6-2, 6-4. Luego, caería derrotado en un partido a cinco sets contra el español Alejandro Davidovich Fokina por 6-4, 6-4, 5-7, 2-6, 6-4.
En el mes de junio, no logró superar la instancia de clasificación del Torneo de Queen's Club 2021. No obstante, el 23 de junio de 2021 fue ascendido al cuadro principal del Campeonato de Wimbledon 2021 para su tercer debut consecutivo en un torneo major en 2021 y como perdedor afortunado tras la baja del 4° preclasificado, el austríaco Dominic Thiem. En primera ronda venció al francés Grégoire Barrère por 6-2, 6-7, 6-1, 7-6. Sin embargo, en segunda ronda caería derrotado ante el 7° preclasificado y posterior finalista del torneo, el italiano Matteo Berrettini, por 6-3, 6-4, 7-6.
En el mes de julio, como 2° preclasificado alcanzó la final en el Challenger de Amersfoort 2021 en los Países Bajos, su tierra natal. Fue derrotado por su compatriota y principal favorito, Tallon Griekspoor, en la final con un marcador de 6–1, 3–6, 6–1.
En el mes de agosto, también se clasificó para el último torneo de Grand Slam del año, el Abierto de Estados Unidos 2021, donde alcanzó los cuartos de final derrotando en el camino al 8° preclasificado, el noruego Casper Ruud, en la segunda ronda por 3-6, 6-4, 6-3, 6-4 y también al 11° preclasificado, el argentino Diego Schwartzman, en un partido de octavos de final a cinco electrizantes sets por 6-3, 6-4, 5-7, 5-7, 6-1. Finalmente, en instancia de cuartos de final, caería derrotado ante el No. 2 del mundo, el ruso Daniil Medvedev, en cuatro sets por 6-3, 6-0, 4-6, 7-5.
El 30 de agosto de 2021 alcanzó su mejor Ranking ATP individual en el puesto No. 117. A partir del lunes 13 de septiembre de 2021, luego del Abierto de Estados Unidos, su nuevo mejor Ranking ATP individual será el puesto No. 62.
El 19 de noviembre de 2024 fue el último oponente de Rafael Nadal en un partido como profesional del español, venciendo por un doble 6-4 en partido correspondiente a los cuartos de final de Copa Davis. Más tarde también jugó y ganó el partido de dobles que ponía el definitivo 2-1 en el marcador a favor de los Países Bajos frente a España, y certificaba la retirada definitiva del tenista de Manacor.

## Títulos ATP (2; 0+2)

### Individual (0)
| Leyenda                         |
| Grand Slam (0)                  |
| ATP Wourld Tour Finals (0)      |
| ATP World Tour Masters 1000 (0) |
| ATP World Tour 500 (0)          |
| ATP World Tour 250 (0)          |

#### Finalista (2)
| N.º | Fecha               | Torneo | Superficie    | Oponente en la final | Resultado        |
| --- | ------------------- | ------ | ------------- | -------------------- | ---------------- |
| 1.  | 1 de mayo de 2022   | Múnich | Tierra batida | Holger Rune          | 4-3, ret.        |
| 2.  | 23 de abril de 2023 | Múnich | Tierra batida | Holger Rune          | 3-6, 6-1, 6-7(3) |

### Dobles (2)
| Leyenda                         |
| Grand Slam (0)                  |
| ATP Wourld Tour Finals (0)      |
| ATP Masters 1000 World Tour (0) |
| ATP World Tour 500 series (0)   |
| ATP World Tour 250 series (2)   |

| N.º | Fecha                 | Torneos     | Superficie | Pareja            | Oponentes en la final          | Resultado           |
| --- | --------------------- | ----------- | ---------- | ----------------- | ------------------------------ | ------------------- |
| 1.  | 23 de octubre de 2022 | Amberes     | Dura (i)   | Tallon Griekspoor | Rohan Bopanna Matwé Middelkoop | 3-6, 6-3, [10-5]    |
| 2.  | 2 de febrero de 2025  | Montpellier | Dura (i)   | Robin Haase       | Tallon Griekspoor Bart Stevens | 6-7(7), 6-3, [10-5] |

#### Finalista (3)
| N.º | Fecha                 | Torneos  | Superficie | Pareja             | Oponentes en la final        | Resultado           |
| --- | --------------------- | -------- | ---------- | ------------------ | ---------------------------- | ------------------- |
| 1.  | 24 de febrero de 2023 | Doha     | Dura       | Constant Lestienne | Rohan Bopanna Matthew Ebden  | 7-6(5), 4-6, [6-10] |
| 2.  | 21 de mayo de 2023    | Roma     | Dura       | Robin Haase        | Hugo Nys Jan Zieliński       | 5-7, 1-6            |
| 3.  | 18 de febrero de 2024 | Róterdam | Dura (i)   | Robin Haase        | Wesley Koolhof Nikola Mektić | 3-6, 5-7            |

## Títulos ATP Challenger (2; 1+1)

### Individuales (1)
| N.° | Fecha                 | Torneo                 | Superficie | Oponente en la final | Resultado     |
| --- | --------------------- | ---------------------- | ---------- | -------------------- | ------------- |
| 1.  | 27 de octubre de 2019 | Challenger de Hamburgo | Dura (i)   | Bernabé Zapata       | 6-3, 5-7, 6-1 |

### Finalista (3)
| N.° | Fecha                 | Torneo                   | Superficie    | Oponente en la final | Resultado       |
| --- | --------------------- | ------------------------ | ------------- | -------------------- | --------------- |
| 1.  | 23 de febrero de 2020 | Challenger de Koblenz    | Dura (i)      | Tomáš Macháč         | 3-6, 6-4, 3-6   |
| 2.  | 25 de octubre de 2020 | Challenger de Ismaning   | Moqueta       | Marc-Andrea Huesler  | 7-63, 26-7, 5-7 |
| 3.  | 18 de julio de 2021   | Challenger de Amersfoort | Tierra batida | Tallon Griekspoor    | 1-6, 6-3, 1-6   |

### Dobles (1)
| N.° | Fecha                    | Torneo               | Superficie    | Pareja        | Oponentes en la final               | Resultado |
| --- | ------------------------ | -------------------- | ------------- | ------------- | ----------------------------------- | --------- |
| 1.  | 10 de septiembre de 2017 | Challenger de Alphen | Tierra batida | Boy Westerhof | Alexander Lazov Vladimir Uzhylovsky | 7-6, 7-5  |